# بابتيست عمار
بابتيست عمار (بالفرنسية: Baptiste Amar)‏ هو لاعب هوكي الجليد فرنسي، ولد في 11 نوفمبر 1979 في غب بروانس آلب كوت دازور في فرنسا.

## وصلات خارجية
- بابتيست عمار على موقع EliteProspects.com (الإنجليزية)
- بابتيست عمار على موقع Eurohockey.com (الإنجليزية)
- بابتيست عمار على موقع HockeyDB.com (الإنجليزية)
- بابتيست عمار على موقع أوليمبيديا (الإنجليزية)